# Topraisar
Topraisar é uma comuna romena localizada no distrito de Constanţa, na região de Dobruja. A comuna possui uma área de 132.99 km² e sua população era de 5524 habitantes segundo o censo de 2007.